# Atarba (Ischnothrix) generosa
Atarba (Ischnothrix) generosa is een tweevleugelige uit de familie steltmuggen (Limoniidae). De soort komt voor in het Australaziatisch gebied.